# Racing Point RP20
De Racing Point RP20 is een Formule 1-auto die gebruikt is door het Formule 1-team van Racing Point in het seizoen 2020. De auto is de opvolger van de Racing Point RP19. De RP20 rijdt met een motor van Mercedes. In het seizoen 2021 wordt een licht gewijzigde auto gebruikt door het Aston Martin F1 team met als chassis naam Aston Martin AMR21.

## Onthulling
Op 17 februari 2020 onthulde Racing Point de nieuwe auto door het plaatsen van foto's op het internet. De auto werd onthuld in Mondsee in Oostenrijk waar hoofdkantoor van nieuwe titelsponsor BWT gevestigd was.
De auto is gedurende seizoen bestuurd door de Canadees Lance Stroll die zijn tweede seizoen bij het team reed en Mexicaan Sergio Pérez die zijn zevende seizoen bij Racing Point, voorheen Force India, inging. 

## Resultaten
| Kleur  | Resultaat                              |
| ------ | -------------------------------------- |
| Goud   | Winnaar                                |
| Zilver | Tweede plaats                          |
| Brons  | Derde plaats                           |
| Groen  | Gefinisht (punten behaald)             |
| Blauw  | Gefinisht (geen punten behaald)        |
| Blauw  | Niet geklasseerd (NC)                  |
| Paars  | Uitgevallen (DNF)                      |
| Rood   | Niet gekwalificeerd (DNQ)              |
| Zwart  | Gediskwalificeerd (DSQ)                |
| Wit    | Niet gestart (DNS)                     |
| Blanco | Gewond (INJ)                           |
| Blanco | Uitgesloten (EX)                       |
| Blanco | Teruggetrokken (WD) / Niet deelgenomen |
| P      | Poleposition                           |
| S      | Snelste ronde                          |

| Jaar | Chassis           | Motor                     | Banden | Coureurs        | 1   | 2   | 3   | 4   | 5   | 6   | 7   | 8   | 9   | 10  | 11  | 12  | 13  | 14  | 15  | 16  | 17  | Punten | WK-plaats |
| ---- | ----------------- | ------------------------- | ------ | --------------- | --- | --- | --- | --- | --- | --- | --- | --- | --- | --- | --- | --- | --- | --- | --- | --- | --- | ------ | --------- |
| 2020 | Racing Point RP20 | Mercedes F1 M11 EQ Power+ | P      |                 | OOS | STI | HON | GBR | 70J | SPA | BEL | ITA | TOS | RUS | EIF | POR | EMI | TUR | BHR | SAK | ABU | 195    | 4         |
| 2020 | Racing Point RP20 | Mercedes F1 M11 EQ Power+ | P      | Sergio Pérez    | 6   | 6   | 7   | ND  | ND  | 5   | 10  | 10  | 5   | 4   | 4   | 7   | 6   | 2   | 18† | 1   | DNF | 195    | 4         |
| 2020 | Racing Point RP20 | Mercedes F1 M11 EQ Power+ | P      | Lance Stroll    | DNF | 7   | 4   | 9   | 6   | 4   | 9   | 3   | DNF | DNF | ND  | DNF | 13  | 9P  | DNF | 3   | 10  | 195    | 4         |
| 2020 | Racing Point RP20 | Mercedes F1 M11 EQ Power+ | P      | Nico Hülkenberg |     |     |     | DNS | 7   |     |     |     |     |     | 8   |     |     |     |     |     |     | 195    | 4         |
| Jaar | Chassis           | Motor                     | Banden | Coureurs        | 1   | 2   | 3   | 4   | 5   | 6   | 7   | 8   | 9   | 10  | 11  | 12  | 13  | 14  | 15  | 16  | 17  | Punten | WK-plaats |

Alfa Romeo C39 ·
AlphaTauri AT01 ·
Ferrari SF1000 ·
Haas VF-20 ·
McLaren MCL35 ·
Mercedes-AMG F1 W11 EQ Performance ·
Racing Point RP20 ·
Red Bull RB16 ·
Renault R.S.20 ·
Williams FW43